# Kanton Argenteuil-1
Kanton Argenteuil-1 is een kanton van het Franse departement Val-d'Oise. Kanton Argenteuil-1 maakt deel uit van de arrondissementen Sarcelles en Argenteuil. 
Het werd opgericht bij decreet van 17 februari 2014, met uitwerking in maart 2015.

## Gemeenten
Het kanton Argenteuil-1 omvat volgende gemeenten:
- Argenteuil (noordelijk deel)
- Saint-Gratien
- Sannois